# غلوريا كوتس
غلوريا كوتس (بالإنجليزية: Gloria Coates)‏ هي ملحنة أمريكية، ولدت في 10 أكتوبر 1938 في واوسو في الولايات المتحدة.

## وصلات خارجية
- غلوريا كوتس على موقع IMDb (الإنجليزية)
- غلوريا كوتس على موقع ميوزك برينز (الإنجليزية)
- غلوريا كوتس على موقع أول ميوزيك (الإنجليزية)
- غلوريا كوتس على موقع ديسكوغز (الإنجليزية)